# Friedrich von Müller (General, 1822)
Friedrich von Müller (* 26. März 1822 in Prag, Böhmen; † 19. April 1892 in Meran, Tirol) war Offizier in der K.u.k.-Armee, zuletzt im Rang eines Feldmarschallleutnants.

## Leben
Friedrich Müller trat 1839 als Unterkanonier in das Artillerie-Regiment 1 ein. Nachdem er mehrfach in andere Regimenter versetzt worden war, war er 1854 zum Oberleutnant befördert und im Stab der Artillerie eingesetzt worden. Von 1856 bis 1859 lehrte er als Professor an der Theresianischen Militärakademie in Wiener Neustadt. 1859 erfolgte seine Beförderung zum Hauptmann, im gleichen Jahr nahm er als Batteriekommandant am Feldzug in Italien teil. 1862 wechselte er zum Artillerie-Komitee, im Folgejahr zum Artilleriestab und arbeitete fortan in der 7. Abteilung des Reichskriegsministeriums, deren Vorstand er 1869 wurde. 1874 wurde er in den Adelsstand erhoben und zum Oberst befördert. 1879 wurde er zum Generalmajor befördert. Ab 1883 war er Sektionschef im Kriegsministerium und wurde 1884 zum Feldmarschalleutnant befördert. Er war insbesondere für die Bewaffnung der Armee zuständig. 1885 wurde er zum Arsenaldirektor befördert und durfte 1887 in den Ruhestand treten.

## Werke
- Waffenlehre, insbesondere zum Gebrauche für Infanterie- und Cavallerie-Offiziere der k.k. österreichischen Armee, 1859
- Verwendungslehre der Feld- und Gebirgsartillerie mit besonderer Rücksicht auf den Gebrauch großer Artilleriekörper, 1866
- Das österreichische Feld- und Gebirgsartillerie-Material vom Jahre 1863/1864, 2. Auflage, 1868, englische Ausgabe 1869
- Studien über die Taktik der Artillerie bei der neuen Infanterie-Bewaffnung, 1868